# ABSカラオケ歌謡大賞
ABSカラオケ歌謡大賞（えーびーえすからおけかようたいしょう）は、秋田放送（ABSテレビ）で年末の日曜の午後に放送されていたカラオケ大会であった。

## 放送時間
- 年末の日曜

※基本的には14:00 - 15:55だがその年によっては14:00　-　15:25という場合もあり。

## 番組内容
秋田市内などの飲食店街（スナックなど）での歌の上手いお客さんを事前募集し、出場者はスナックなどのママなどから推薦され出場するカラオケ大賞番組であった。
ABSのテレビスタジオにてマイクを手に一般出場者が自慢ののどを競う。

## 司会者
- 神永光(初代司会者)
- 柴田美知子（佐藤美知子）(二代目司会者)
- 柳沼慎一(二代目司会者)ほか